# كلارا بي. سبينس
كلارا بي. سبينس (بالإنجليزية: Clara B. Spence)‏ هي سيدة أعمال أمريكية، ولدت في 1859 في ألباني في الولايات المتحدة، وتوفيت في 1923.